# Tino Bianchi
Tino Bianchi (21 de junio de 1905 – 4 de enero de 1996) fue un actor teatral, cinematográfico y televisivo de nacionalidad italiana.

## Biografía
Nacido en Sao Paulo, Brasil, fue una cara muy conocida por sus primeros papeles en diversas producciones televisivas. Tuvo una muy larga carrera artística, de casi sesenta años, que abarcó desde la década de 1930 hasta poco antes de su fallecimiento. En televisión trabajó en más de doscientas producciones.
Como actor teatral trabajó para varias compañías, entre ellas la del Teatro de Génova, con la cual interpretó, entre otras obras, La bocca del lupo, de Gaspare Invrea, función en la que también actuaba Lina Volonghi.
Su debut había tenido lugar a los veintiún años de edad con la compañía Carini, y antes de la Segunda Guerra Mundial actuó con Wanda Capodaglio, Ruggero Ruggeri, Memo Benassi y Sem Benelli. 
Finalizado el conflicto, colaboró con Renzo Ricci y Giorgio Strehler en L'albergo dei poveri, pieza con la que se inauguró el Piccolo Teatro di Milano.
Entre otras obras teatrales interpretadas por él figuran Le notti dell'ira y Il mago dei prodigi, ambas en 1947. En el Teatro Romano de Verona participó en la representación de Julio César. Bajo dirección de Franco Zeffirelli actuó en Maria Stuarda, mientras que con Giancarlo Sepe representó La resistibile ascesa di Arturo Ui.
Como actor de voz participó en el doblaje de la telenovela brasileña de 1978 Dancin' Days.
Bianchi también participó en películas de serie B de los géneros italianos poliziottesco y musicarello.
Tino Bianchi falleció en Roma, Italia, en 1996, a causa de una neumonía.

## Selección de su filmografía

### Cine
| - Il treno delle 21,15, de Amleto Palermi (1933) - Si fa così, de Andrea Giovannetti (1934) - L'avvocato difensore, de Gero Zambuto (1934) - Il serpente a sonagli, de Raffaello Matarazzo (1935) - Un bacio a fior d'acqua, de Giuseppe Guarino (1936) - Squadriglia bianca, de Jon Sava (1944) - Trent'anni di servizio, de Mario Baffico (1945) - La passeggiata, de Renato Rascel (1953) - Senso, de Luchino Visconti (1954) - Il gobbo, de Carlo Lizzani (1960) - La maschera del demonio, de Mario Bava (1960) - Il corazziere, de Camillo Mastrocinque (1960) - Ferragosto in bikini, de Marino Girolami (1960) - Ulisse contro Ercole, de Mario Caiano (1961) - Un giorno da leoni, de Nanni Loy (1961) | - L'oro di Roma, de Carlo Lizzani (1961) - Adolescenti al sole, de Aldo Rossi (1964) - Berlino - Appuntamento per le spie, de Vittorio Sala (1965) - Chimera, de Ettore Maria Fizzarotti (1968) - Non cantare, spara, de Daniele D'Anza (1968) - Ora X - pattuglia suicida, de Gaetanoo Quartararo (1969) - Vogliamo i colonnelli, de Mario Monicelli (1973) - Baciamo le mani, de Vittorio Schiraldi (1973) - La polizia sta a guardare, (1973) - Anno uno, de Roberto Rossellini (1974) - ...a tutte le auto della polizia, de Mario Caiano (1975) - Paura in città, de Giuseppe Rosati (1976) - Napoli spara!, de Mario Caiano (1977) - Tutti dentro, de Alberto Sordi (1984) - Segreto di stato, de Giuseppe Ferrara (1995) |

### Televisión
- Sette piccole croci (1957)
- Casa de muñecas (1958)
- I figli di Medea (1959)
- Tom Jones (1960)
- I Giacobini (1962)
- La bella avventura, con Tino Bianchi, Laura Solari y Enzo Turco. Dirección de Mario Landi, 27 de abril de 1962.
- Ai poeti non si spara (1965)
- Le avventure di Laura Storm (1966, episodio A carte scoperte)
- Il processo di Santa Teresa del Bambino Gesù (1967)
- Maigret a Pigalle (1967, serie Le inchieste del commissario Maigret)
- Vita di Cavour (1967)
- La freccia nera (1968)
- Le mie prigioni (1968)
- L'affare Dreyfus (1968)
- I Buddenbrook (1971)
- Il rapido delle 13.30 (1972, episodio de la serie All'ultimo minuto)
- Philo Vance (1974, miniserie televisiva)
- Processo al generale Baratieri per la sconfitta di Adua (1974)
- Ugo Foscolo (1983)
- Doris, una diva di regime (1991)

## Teatro
- The Cocktail Party, de T. S. Eliot
- La bocca del lupo, de Gaspare Invrea
- Julio César, de William Shakespeare

## Radio
- Il testimone silenzioso, con Alessandro Ruffini, Laura Adani y Tino Bianchi. Dirección de Romano Calò, 26 de febrero de 1933.
- Il ritorno di Ulisse, de Stanislaw Wyspianski, con Fernando Farese, Annibale Ninchi y Tino Bianchi. Dirección de Pietro Masserano Taricco, 7 de octubre de 1955.